# プレイング・マンティス作戦
プレイング・マンティス作戦（プレイング・マンティスさくせん、Operation Praying Mantis）は、イラン・イラク戦争中の1988年4月に行われたアメリカ海軍によるイランへの攻撃作戦。"Praying Mantis"とはカマキリの英名であるが、これを直訳した祈るカマキリ作戦とも言う。イラン海軍がペルシア湾に敷設した機雷によって、アメリカ海軍の艦艇が損害を受けたことに対する報復行動として行われた。

## 概要
1988年4月14日にペルシア湾でイラン軍に対するクウェート船籍タンカーの護衛（アーネスト・ウィル作戦）を行っていたオリバー・ハザード・ペリー級ミサイルフリゲート「サミュエル・B・ロバーツ」が触雷し、損害を受けた。サミュエル・B・ロバーツは人的損害こそ無かったものの重大な損害を受け、16日にドバイに入港した。
同じ海域において、アメリカ海軍によってさらに機雷が回収された。それらの機雷のシリアル番号より、前年の9月にアメリカ軍が拿捕していたイラン軍艦艇に搭載されていた機雷であったことが判明した。このため、アメリカ軍はイランによって機雷が敷設されたものと断定し、軍事的報復行動を行うこととした。この作戦は、第二次世界大戦後にアメリカ海軍が行った最大規模の水上戦闘であり、イラン海軍の2隻の軍艦および6隻の武装高速艇が撃沈された。

## 戦闘
1988年4月18日、空母「エンタープライズ」を含むアメリカ艦隊は4つのグループに分かれて展開しており、まず、2つのグループが行動を開始した。ドック型揚陸艦「トレントン」(LPD-14) および駆逐艦「メリル」(DD-976) 、「リンデ・マコーミック」 (DDG-8) で構成されたBグループ(Surface Action Group Bravo)はサーサーン(Sasan）のオイル・プラットホームに対する攻撃を行い、ミサイル巡洋艦「ウェインライト」(CG-28) とフリゲート「バーグレイ」(FF-1069)、「シンプソン」(FFG-56) で構成された、Cグループ(Surface Action Group Charlie)は、シーリー(Siri)のオイル・プラットホームを攻撃した。
サーサーンのオイル・プラットホームについては、Bグループが警告を行った後に攻撃を開始。プラットホーム側も備え付けのZU-23機関砲で応戦したがしばしの銃撃戦の後にプラットホーム側は降伏。直後に、「トレントン」より出撃したCH-46ヘリコプターより海兵隊がファスト・ロープで降下し、情報を収集後に爆発物を仕掛けた。その後、海兵隊のAH-1Tより発射されたTOWミサイルにより爆破されている。この後、Bグループはより北側にあるラクシ(Rahksh)のオイル・プラットホームへの攻撃任務を受けるが外交的問題で直前で中止された。
この際、イラン側はF-4戦闘機2機を要撃に差し向けているがリンデ・マコーミックのレーダーに捕捉された為、撤退している。
シーリーのオイル・プラットホームについては、Cグループによって攻撃され、破壊された。同グループには特殊部隊Navy SEALsの小隊が施設の制圧のために乗船していたが、艦砲射撃により、プラットホームが重度に破壊されつつあったため、投入は見送られている。
イラン軍はこれらに反応し、ペルシア湾内の各所で攻撃に出た。高速武装艇によってアメリカ船籍およびパナマ船籍の船舶に攻撃を行っている。エンタープライズ搭載のA-6E（VA-96所属）はBグループの誘導により高速武装艇の集団に対しクラスター爆弾を投下し、6隻を撃沈した。
イラン海軍はさらにコンバタント-II型ミサイル艇「ジューシャン」(IS Joshan P225)を出撃させ、Cグループに対して攻撃を敢行すべく接近。無線による警告を行ったCグループに対し「ジューシャン」はハープーンミサイルを発射した。Cグループの各艦はチャフを散布し、これを回避した。「シンプソン」は4発、「ウェインライト」は2発のスタンダードミサイルを発射。これが「ジューシャン」に命中し、「ジューシャン」は大破した。これはアメリカ側がイラン海軍の艦艇に対して行った最初の攻撃であり、艦対空ミサイルが水上艦艇に使用された最初の例となった。「バーグレイ」はさらにハープーン1発を発射したものの、これは命中していない。Cグループは大破した「ジューシャン」に接近し、艦砲で「ジュージャン」を撃沈した。
この直後、イランのF-4戦闘機2機がCグループに接近し、「ウェインライト」は2機を捕捉。1機は撤退するが、もう1機は低空飛行で更に接近を試みた為、「ウェインライト」はSM-2対空ミサイルを2発発射して迎撃し、イランのF-4戦闘機は損傷を受けて撤退した。
イラン海軍のサーム級フリゲート「サハンド」(IS Sahand, F74)がバンダレ・アッバースから出港し、Dグループに接近してきた。さらにDグループの航空支援にあたっていたVA-95のA-6Eに対し攻撃を行ったため、2機のA-6Eは2発のハープーンミサイルと4発のレーザー誘導爆弾により反撃。さらに「ジョセフ・ストラウス」(USS Joseph Strauss,DDG-16)も1発のハープーンミサイルを発射して攻撃。「サハンド」は命中弾を受け炎上し、弾庫に引火して沈没した。

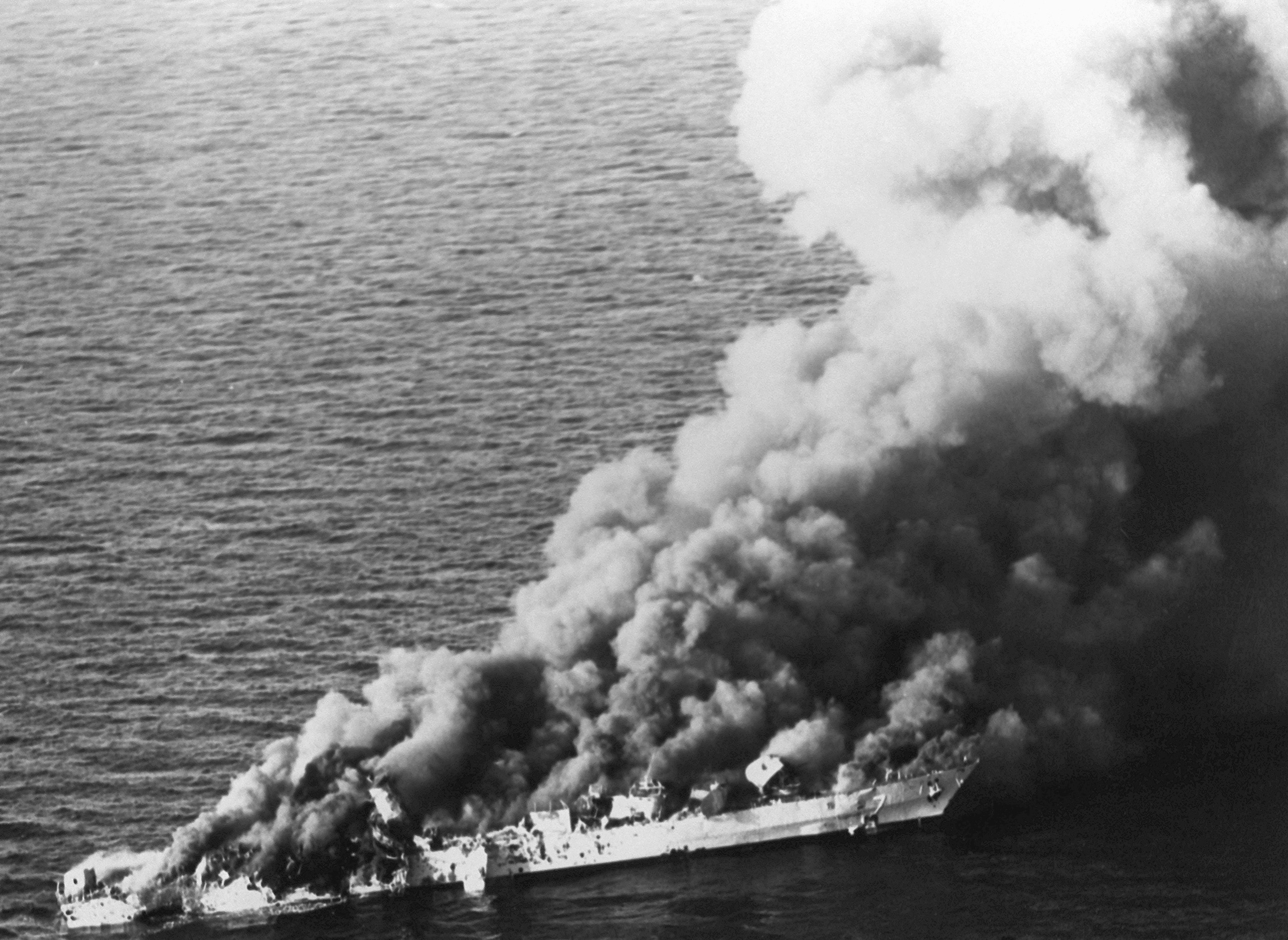
炎上するイラン海軍のフリゲート「サハンド」

この後もイラン海軍のフリゲート「サバラーン」(IS Sabalan, F73)が出撃し、上空のA-6Eに対しミサイルを発射している。ミサイルを回避したA-6Eはこれに対してもレーザー誘導爆弾による反撃を行い、「サバラーン」を大破させた。
アメリカ軍首脳はすでに目的を達したこととこれ以上の戦闘の拡大を望まなかったために、「サバラーン」に対する追撃を禁止した。このため、「サバラーン」は浸水しながらもタグボートに曳かれて基地に帰投した。

## 結果
この戦闘により、イランは多数の艦船と2基のオイル・プラットホームを失った。損害を受けたフリゲート「サバラーン」については、修理の上、1989年に復帰している。オイル・プラットホームも修復された。アメリカ軍の損害は海兵隊のAH-1攻撃ヘリコプター1機が事故で墜落し、2名が死亡したのみである。

## アメリカ軍の戦闘序列
- 水上戦闘Bグループ(Surface Action Group Bravo)
  - トレントン (LPD-14)
  - メリル (DD-976)
  - リンデ・マコーミック (DDG-8)
- 水上戦闘Cグループ(Surface Action Group Charlie)
  - ウェインライト (CG-28)
  - バーグレイ (FF-1069)
  - シンプソン (FFG-56)
  - SEALs 小隊

- 水上戦闘Dグループ(Surface Action Group Delta)
  - ジャック・ウイリアムズ (FFG-24)
  - オブライエン (DD-975)
  - ジョセフ・ストラウス (DDG-16)

- 航空支援
  - 第11航空団 エンタープライズ(CVN-65)搭載